# Blé (couleur)
Pour les articles homonymes, voir Blé (homonymie).
Le nom de couleur blé, d'usage assez rare, désigne une couleur par référence, soit au jaune doré des champs de blé mûr, soit à la couleur brune de la graine avec son écorce, soit à la couleur beige de la graine retirée du son ou bien encore au jaune de la semoule de blé.
Dans les nuanciers, on trouve, en peinture pour la décoration épi de blé, jaune blé, jaune blé ; en fil à broder 3821 blé.

## Couleur du Web
« Wheat » (blé, en anglais) est un mot-clé des applications HTML (web) qui appelle le code de couleurs #F5DEB3, correspondant au triplet (r=245, v=222, b=179).
Le nuancier ISCC-NBS, de la même aire linguistique anglaise, relie « wheat » à deux teintes, 87 et 89.